# Vstup Litvy do Evropské unie
K vstupu Litvy do Evropské unie došlo dne 1. května 2004. Šlo o dosud největší rozšíření Evropské unie, kdy k ní přistoupilo též Česko, Estonsko, Kypr, Lotyšsko, Maďarsko, Malta, Polsko, Slovensko a Slovinsko.
Vstupu Litvy do EU předcházelo referendum, v kterém se 63,4 % obyvatel vyslovilo 91,1% většinou pro vstup.
1. ledna 2015 vstoupila Litva do Eurozóny.